# 2016年六一晚会
2016年中国中央电视台六一晚会（简称2016年六一晚会）是中国中央电视台于2016年六一儿童节举办的少儿文艺晚会，该晚会的主题为“快乐成长”，由邬纯芳执导。
本届晚会将会设立加拿大世界顶级名秀《CAVALIA·舞马》的分会场。
此晚会为董浩离职央视并退休之前主持的最后一届六一晚会和在央视的告别作。

## 播出时间

### 电视平台
首播：
- 中国中央电视台综合频道、中国中央电视台少儿频道、全国各地少儿频道及上星卡通频道：北京时间2016年6月1日20时。

重播：
- 中国中央电视台少儿频道：6月4日19:00
- 中国中央电视台财经频道：6月4日15:20
- 中国中央电视台综艺频道：6月5日11:30
- 中国中央电视台国际频道：6月4日23:30
- 中国中央电视台军事·农业频道：6月4日10:00

### 网络平台
中国网络电视台、爱奇艺、乐视、优酷、土豆、腾讯视频

## 节目单
| 序号 | 类型 | 节目名 | 表演者 |